# Le Vernet-Chaméane
Le Vernet-Chaméane est une commune nouvelle française résultant de la fusion — au 1er janvier 2019 — des communes de Chaméane et de Vernet-la-Varenne, située dans le département du Puy-de-Dôme, en région Auvergne-Rhône-Alpes.

## Urbanisme

### Typologie
Au 1er janvier 2024, Le Vernet-Chaméane est catégorisée commune rurale à habitat très dispersé, selon la nouvelle grille communale de densité à sept niveaux définie par l'Insee en 2022.
Elle est située hors unité urbaine. Par ailleurs la commune fait partie de l'aire d'attraction d'Issoire, dont elle est une commune de la couronne,. Cette aire, qui regroupe 53 communes, est catégorisée dans les aires de moins de 50 000 habitants,.

## Toponymie
La commune nouvelle reprend le nom usuel d'une des deux anciennes communes qui la constituent (Vernet-la-Varenne, couramment désignée, au niveau local, comme « Le Vernet ») et le nom complet de l'autre (Chaméane).

## Histoire
La commune est créée au 1er janvier 2019 par un arrêté préfectoral du 23 novembre 2018. Son chef-lieu est fixé à Vernet-la-Varenne.

## Politique et administration

### Liste des maires
| Période | Période                         | Identité          | Étiquette | Qualité                                  |
| ------- | ------------------------------- | ----------------- | --------- | ---------------------------------------- |
| 2019    | 2020                            | Françoise Bourgne | DVD       | Maire de Vernet-la-Varenne (2008 → 2018) |
| 2020    | En cours (au 20 septembre 2020) | Marc Hosmalin     |           | Retraité                                 |

### Communes déléguées
| Nom                       | Code Insee | Intercommunalité        | Superficie (km2) | Population (dernière pop. légale) | Densité (hab./km2) |
| ------------------------- | ---------- | ----------------------- | ---------------- | --------------------------------- | ------------------ |
| Vernet-la-Varenne (siège) | 63448      | Agglo Pays d'Issoire    | 35,1             | 808 (2017)                        | 23                 |
| Chaméane                  | 63078      | CA Agglo Pays d'Issoire | 10,91            | 158 (2016)                        | 14                 |

## Population et société

### Démographie
L'évolution du nombre d'habitants est connue à travers les recensements de la population effectués dans la commune depuis 2016. Pour les communes de moins de 10 000 habitants, une enquête de recensement portant sur toute la population est réalisée tous les cinq ans, les populations de référence des années intermédiaires étant quant à elles estimées par interpolation ou extrapolation. Pour la commune, le premier recensement exhaustif entrant dans le cadre du nouveau dispositif a été réalisé en 2016.

En 2022, la commune comptait 780 habitants, en évolution de −5,57 % par rapport à 2016 (Puy-de-Dôme : +2,1 %, France hors Mayotte : +2,11 %).
| 2016 | 2021 | 2022 |
| ---- | ---- | ---- |
| 826  | 786  | 780  |

## Culture locale et patrimoine

### Lieux et monuments
- Église Saint-Pierre-aux-Liens de Chaméane.